# Biblioteca Pública Estadual do Ceará

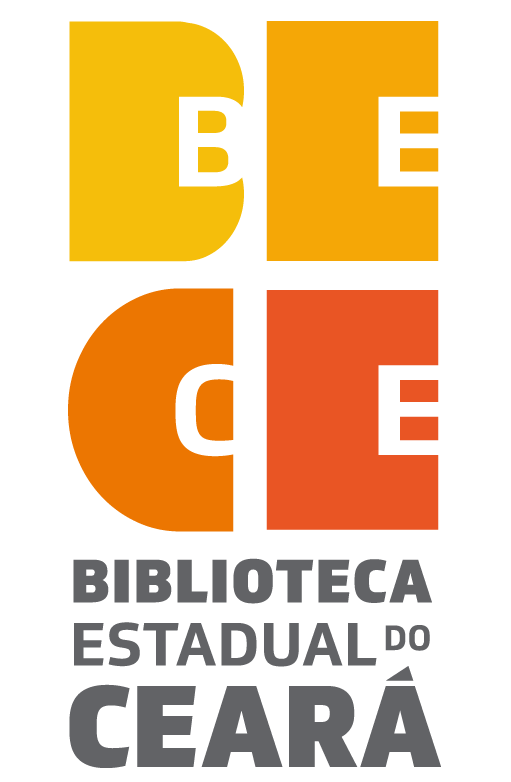
Logo da Biblioteca Estadual.

A Biblioteca Estadual do Ceará (BECE) é uma biblioteca pública mantida pelo Governo do Estado do Ceará através da Secretaria da Cultura do Estado do Ceará (SECULT), gerida em parceria com o Instituto Dragão do Mar (IDM) e se constitui como um espaço de acesso aos livros, à informação, às artes, à cultura e ao conhecimento.
Foi criada em 25 de março de 1867 como Biblioteca Provincial do Ceara, hoje integrada arquitetonicamente ao Centro Dragão do Mar de Arte e Cultura. A BECE coordena o Sistema Estadual de Bibliotecas Públicas do Ceará, composto pelas 194 bibliotecas públicas municipais do Estado.

## História
A ideia de sua criação data de 1848, durante o governo do Desembargador Frederico Pamplona, porém somente em 1865 foi autorizada a sua criação pelo então presidente Conselheiro Barão Homem de Melo.
Inaugurada no dia 25 de março de 1867 como Biblioteca Provincial do Ceará, o primeiro acervo foi constituído de obras clássicas trazidas da Europa com 1730 volumes, como consta no relatório do bibliotecário José de Barcelos, primeiro diretor da casa. Desse total, 614 foram adquiridos pelo Governo Estadual e 1.116 foram recebidos por doações de particulares.
Ao longo de sua trajetória, a Biblioteca passou por diversos endereços e em 6 de Fevereiro de 1975, após 108 anos de sua criação, no Governo do Cel. César Cals de Oliveira Filho, ganhou sede própria projetada pelos arquitetos Aírton Montenegro Júnior e Francisco Célio Falcão, sendo hoje um das obras públicas de referência da expressão da arquitetura modernista cearense.
Em 1978, por força do decreto 12.768 de 22 de maio daquele ano do então governador Waldemar Alcântara, a então "Biblioteca Pública do Estado" recebeu o nome de Biblioteca Pública Governador Menezes Pimentel, homenageando o ex-governador Francisco de Meneses Pimentel.
Em 2002 A biblioteca passou por uma grande reforma geral onde foi feita uma completa reforma da estrutura do prédio com a modernização dos sistemas e da estrutura além da integração física com o Centro Cultural Dragão do Mar.
Entre 2015 e 2019, a biblioteca funcionou com parte de seu acervo em um dos galpões da Estação Ferroviária João Felipe, período em que a Biblioteca passou pela reforma estrutural e modernização do edifício sede.
A Biblioteca Pública Estadual do Ceará reabriu suas portas em 2021 potente e renovada, como um ambiente de criação e inovação e centro gerador e difusor de arte, cultura, conhecimento e memória por meio da interação estreita entre os livros e os leitores em seus mais variados suportes.

## Lei Cearense do Depósito Legal
A Biblioteca Estadual do Ceará é o orgão competente para executar, no estado, o serviço do Depósito legal, que de acordo com a Lei Estadual Nº 13.399, de 17 de novembro de 2003, publicada no dia 19/11/2003, na edição nº 222 do Diário Oficial do Estado do Ceará manda que: "'O Mecanismo de Depósito Legal de obras impressas tem por objetivo assegurar o registro e preservar, através da guarda de publicações, a memória do Estado do Ceará'" (Art. 1º, parágrafo único, da Lei Estadual Nº 13.399, de 17 de novembro de 2003, publicada no dia 19/11/2003, na edição nº 222 do Diário oficial do Estado do Ceará)

## Estrutura

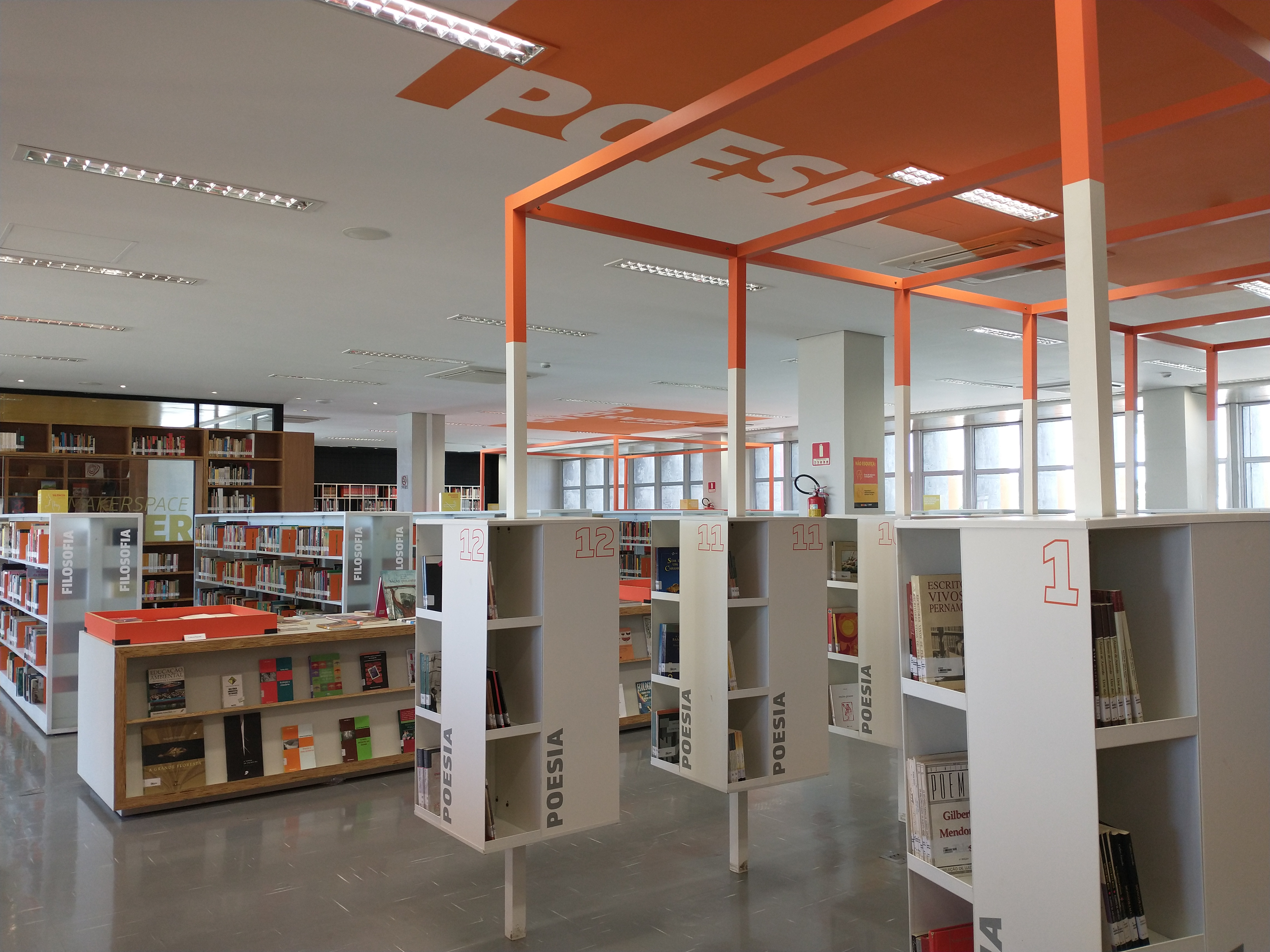
Vista do setor de Obras Gerais da BECE.

A biblioteca ocupa uma área de 2.272m², distribuídos em 5 pavimentos. Com um acervo de aproximadamente 100.000 volumes, está em grande parte informatizado e disponível para comunidade que a frequenta em uma media de 10.000 usuários/mês.

### Setor de Obras Gerais
Literatura nacional e estrangeira, além de obras em todos os campos do conhecimento formam o acervo do maior setor da biblioteca, onde é permitido o livre acesso às estantes. Todo este acervo pode ser consultado no local e ser levado como empréstimo domiciliar pelo período máximo de 15 dias, podendo ser renovado por igual período.

### Setor Infantil
Com um acervo de aproximadamente 8.000 volumes. Oferece desde clássicos infantis até livros didáticos e obras de referência. Mantém uma programação voltada para atividades de leitura e oferece ainda jogos pedagógicos, fantoches, cds e outros elementos lúdicos e pedagógicos.

### Setor Leitura Acessível
Área da biblioteca voltada para o atendimento de pessoas com deficiência visual. Realiza trabalhos de transcrição de textos para o Braille, dando assistência a escolas e interessados na leitura e escrita Braille. Conta com um acervo de aproximadamente 2.500 volumes composto por livros em Braille, livros falados e livros digitais disponível para consulta local e retirada como empréstimo domiciliar.

### Setor Coleção Ceará
Desde a publicação da Lei Nº 13.399 de 17 de novembro de 2003, atua como depositário de toda a produção bibliográfica do Ceará, além de edições publicadas fora do estado, mas que tenham como assunto o Ceará, seu povo, suas histórias e costumes. Tem um acervo de aproximadamente 10.000 volumes.

### Setor Periódicos
Coloca a disposição dos usuários o Diário Oficial do Estado do Ceará desde 1970, jornais locais correntes e retrospectivos, revistas, boletins informativos, anais, anuários estatísticos, relatórios, etc.

### Setor Microfilmagem
Com o objetivo de preservar as coleções de periódicos da biblioteca, mantém um catálogo com microfilmes de jornais como O Povo e Diário do Nordeste, jornais antigos cearenses de 1824 até 1991, além de publicações como o Almanaque do Ceará (1901–1921), Coleção de Leis do Estado do Ceará (1935-1985) e Anais e Atas da Assembléia Provincial e Legislativa do Ceará (1829–1950).

### Setor Obras Raras
Guarda preciosidade como por exemplo o incunábulo "Éclogas, Bucólicas, Georgicas, Eneida" do poeta Virgílio, publicado em latim arcaico na cidade alemã de Nuremberg no ano de 1492; o Correio Braziliense, primeiro jornal brasileiro publicado na Inglaterra por Hipólito da Costa, durante os anos de 1808 á 1822; 30 volumes do "Código de Napoleão" publicado na França no Século XIX;Almanach do Ceará e o Almanack Laemmert, publicado no Rio de Janeiro nos anos de 1856 e 1928 e ainda muitas raridades nacionais e primeiras edições de autores cearenses como Barão de Studart, Antônio Sales, Juvenal Galeno, etc.

### Laboratório de Encadernação e Restauro
Responsável pelo serviço de conservação, preservação e restauração do acervo da biblioteca. 